# 鮑楹
鮑楹，字觉庭，号换庵，餘杭人，清朝政治人物。
康熙六十一年，接替魏元琦。擔任江蘇宜興縣知縣。后由王時瑞接任。
鮑楹有《濯缨诗集稿》，收诗5首。